# Ортоарсенит серебра(I)
Ортоарсенит серебра(I) (арсенит серебра) — Ag3AsO3, неорганическое соединение, серебряная соль ортомышьяковистой кислоты. Твёрдое, светло-жёлтое вещество, чувствительно к действию света, нерастворимо в воде (ПР = 4,5⋅10−19). Растворимо в водном растворе аммиака.
Вещество ядовито и входит в перечень опасных веществ (грузов) по классификации ООН: класс опасности 6.1, № OOH: 1683. Вызывает раздражение кожи, глаз и слизистых оболочек. Высокая пероральная и ингаляционная токсичность.
Используется в производстве инсектицидов.
Образуется в виде характерного осадка при действии на раствор арсенитов водорастворимых солей серебра:
{\displaystyle {\mathsf {3Ag^{+}+AsO_{3}^{3-}=Ag_{3}AsO_{3}\downarrow }}}
Данная реакция является качественной на арсенит-ион.